# Hushabye
Hushabye è un album in studio della cantante neozelandese Hayley Westenra, pubblicato nel 2013.

## Tracce
1. Pretty Little Horses
2. Hushabye Mountain
3. Dream a Little Dream
4. Sleep On
5. Twinkle Twinkle Little Star
6. Go to Sleep
7. Brahms Lullaby
8. Goodnight My Angel
9. All Through the Night
10. Baby Mine
11. Hine E Hine
12. When at Night I Go to Sleep
13. Stay Awake